# Унитарна държава
Унитарна държава е форма на държавно устройство. „Унитарна“ означава „единна“. Такава е държавата, чийто суверенитет е неделим. Това означава, че правото да се упражнява върховната власт върху територията ѝ е неделимо. В днешни дни, при почти всяка унитарна държава, това право е в ръцете на една етническа общност (народ), наложила по стечението на историческите обстоятелства своята фактическа доминация върху територията си.
Унитарната държава съществува като единна политико-териториална общност. В нея действат единна за цялата страна конституция, система от държавни органи и правна система. Унитарни държави са Франция, България, Турция, Гърция, Италия, Япония и др.
Унитарните държави са винаги еднонационални. Наличието на етнически и/или религиозни малцинства не се отразява върху еднонационалния характер на тези държави. Причината за това е, че терминът „нация“ не означава „народ“ и в този смисъл нациите не са просто съвкупности от хора с еднакъв произход или еднаква религия. Нация, в тесния смисъл на думата, е съвкупността от всички граждани на една държава. Тези граждани може да са от различни етноси и да изповядват различни религии. Нациите са продукт на държавите, като общности, въздействащи на всички свои граждани чрез своето законодателство и държавна политика.